# Élie Diodati
Élie Diodati (também Elia e Elias) (1576 – 1661) foi um advogado e jurista suíço de uma abastada família calvinista em Genebra, que depois assentou-se em Luca. É atualmente conhecido como um defensor de Galileu Galilei: eles se conheceram aproximadamente em 1620.
Morou depois em Paris, onde foi um avocat du Parlement. Organizou a visita de Lodewijk Elzevir a Galileu em Arcetri, em  maio de 1636, que resultou na publicação de Two New Sciences.